# Црква Светих апостола Петра и Павла у Раброву
Црква Светих апостола Петра и Павла у Раброву, насељеном месту на територији општине Кучево припада Епархији браничевској Српске православне цркве.